# Les Trois-Saints
Les Trois-Saints es una comuna nueva francesa situada en el departamento de Corrèze, de la región de Nueva Aquitania.

## Historia
Fue creada el 1 de enero de 2025, en aplicación de una resolución del prefecto de Corrèze de 25 de septiembre de 2024 con la unión de las comunas de Saint-Martin-Sepert, Saint-Pardoux-Corbier y Saint-Ybard, pasando a estar el ayuntamiento en la antigua comuna de Saint-Ybard.

## Demografía
Según los datos aportados en la resolución del prefecto de Corrèze, la comuna se crea con 1374 habitantes.

## Composición
| Comuna delegada       | Código INSEE | Población (2022) | Superficie (km²) | Densidad (hab./km²) |
| --------------------- | ------------ | ---------------- | ---------------- | ------------------- |
| Saint-Martin-Sepert   | 19223        | 267              | 15.71            | 17                  |
| Saint-Pardoux-Corbier | 19230        | 383              | 17.44            | 22                  |
| Saint-Ybard           | 19248        | 717              | 30.05            | 24                  |